# Центр Бопхана
Центр Бопхана (кхмер. បុប្ផាណា) — неправительственная организация, расположенная в Пномпене (Камбоджа). Занимается поиском, защитой и реставрацией аудиовизуальных материалов по истории геноцида в Камбодже. Основана в конце 2006 года, соучредителями являются кинорежиссеры Иеу Паннакар и Ритхи Пань. Центр является официальным членом Международной федерации телевизионных архивов (FIAT) и Международной федерации киноархивов (FIAF).

## История
В 1975—1979 гг. у власти в Камбодже находились Красные кхмеры Пол Пота. За годы их правления была уничтожена бо́льшая часть всего культурного наследия Камбоджи. В течение 1990-х гг. Ритхи Пань и бывший начальник Центра камбоджийского кино работали над созданием центра по восстановлению аудиовизуальных материалов по истории Камбоджи. Окончательно Центр Бопхана оформился в начале 2000-х при поддержке Национального института аудиовизуальных материалов Франции (INA). Церемония открытия состоялась в Пномпене 4 декабря 2006 года.